# For the Night
For the Night is een nummer van de Amerikaanse rappers Pop Smoke, Lil Baby en DaBaby uit 2020. Het is de tweede single van B4 the Storm, het debuutalbum van Internet Money.
In "For the Night" vertellen de drie rappers over hun nachtelijke activiteiten, hoe ze omgaan met vrouwen en hun nu luxe levensstijl. De tekst wijst erop dat de rappers geen langdurige relatie willen, maar alleen een vrouw om de nacht mee door te brengen. Het nummer werd een grote hit in Amerika, waar het de 6e positie bereikte. In Nederland werd de Top 40 of Tipparade niet gehaald, wel bereikte de plaat de 15e positie in de Single Top 100. Ook in Vlaanderen was het succes bescheiden, daar bereikte het de 41e positie in de Vlaamse Ultratop 50.

## Tracklijst
Muziekdownload
- "For the Night" - 3:10